# La vergine
La vergine (titolo originale Die jungfrau) è un dipinto di Gustav Klimt (190 × 200 cm, olio su tela) del 1912-1913 e situato nella Národní Galerie di Praga.

## Descrizione
L'opera raffigura un gruppo di corpi femminili che paiono aggrovigliati. Al centro di essi domina una donna (probabilmente la vergine che dà il titolo dell'opera), vestita con un abito adornato di motivi a girali, che distende le braccia in atteggiamento estatico. Questo gesto allude al "risveglio" dei suoi sentimenti ed al suo desiderio sessuale.
A differenza delle opere del periodo "secessionista" di Klimt, La vergine è stata dipinta con pennellate meno rigide e colori puri.